# Fish Story
Fish Story (フィッシュストーリー?, Fisshū sutōrī) è un film del 2009 diretto da Yoshihiro Nakamura.
Il soggetto è tratto dall'omonimo romanzo del 2007 di Kōtarō Isaka.

## Trama
Nel 2012 un'enorme cometa sta per schiantarsi al largo delle coste del Giappone. Nelle previsioni l'impatto dovrebbe provocare uno tsunami tale da sommergere l'intero paese. Gli abitanti di Tokyo sono tutti quanti fuggiti in cerca di riparo sulle montagne più alte.
Un misterioso signore sulla sedia a rotelle, vagando per la città deserta, si ferma in un piccolo negozio di dischi dove il proprietario e un cliente discutono spensieratamente di musica. I due non sembrano per nulla preoccupati dall'arrivo della cometa, convinti che sarà la musica o qualche supereroe a sistemare le cose.
Man mano che passano le ore e si avvicina la cometa, il film passa a raccontare piccole storie di vita accadute in anni precedenti: lo scioglimento, nel 1975, di un piccolo gruppo punk che ha inseguito inutilmente il successo; la folle notte, nel 1982, di un timido adolescente vessato dal bullo della scuola e il suo intervento per salvare una ragazza da un'aggressione; la disavventura di una liceale narcolettica e di uno strano cameriere che nel 1999 si trovano su un traghetto che viene dirottato da un gruppo armato. Apparentemente tutte queste storie sono completamente slegate tra loro, ma in realtà formano un unico filo conduttore che permetterà al Giappone di salvarsi.

## Distribuzione
La pellicola è stata proiettata il 26 aprile 2009 al Far East Film Festival di Udine, ma in Italia non è mai stata distribuita nelle sale cinematografiche ed è tuttora inedita nel mercato home video italiano.

## Riconoscimenti
- 2009 - VIII New York Asian Film Festival
  - Special Award for Best Pop Culture Rush